# Aerosols estratosfèrics de sofre
Aerosols estratosfèrics de sofre són rics en partícules de sofre que hi ha a la regió de l'estratosfera de l'atmosfera de la Terra. La capa de l'atmosfera on resideix, es coneix com la capa de Junge, o simplement la capa d'aerosol estratosfèric. Aquestes partícules consisteixen en una barreja d'àcid sulfúric i aigua. Es crea de manera natural, tal com per descomposició fotoquímica de gasos que contenen sofre, per exemple, carbonil sulfur. Quan és present en alts nivells, per exemple, després d'una erupció volcànica forta com la Muntanya Pinatubo, que produeixen un efecte de refredament, en reflectir la llum solar, i mitjançant la modificació dels núvols, ja que queden fora de l'estratosfera. Aquest refredament pot persistir durant alguns anys abans que les partícules caiguin.
Un aerosol és una suspensió de partícules fines sòlides o líquides en un gas. Les partícules de sulfat o gotetes d'àcid sulfúric a l'atmosfera són aproximadament 0,1-1,0 micròmetre (una milionèsima part d'un metre) de diàmetre.
Els aerosols de sofre són comuns a la troposfera com a resultat de la contaminació amb diòxid de sofre a partir de la crema de carbó, i dels processos naturals. Els volcans són una font important de partícules en l'estratosfera, ja que la força de l'erupció volcànica impulsa gasos que contenen sofre a l'estratosfera. La influència relativa de volcans a la capa de Junge varia considerablement d'acord amb el nombre i mida de les erupcions en qualsevol període donat, i també de les quantitats de compostos de sofre alliberats. Només els estratovolcans que contenen roques granítiques principalment són responsable d'aquests fluxos.

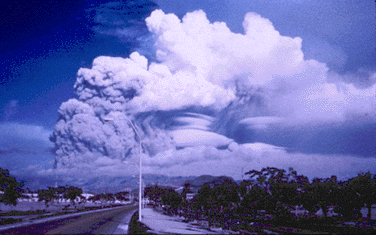
Pinatubo eruption cloud. Aquest volcà va llançar grans quantitats d'aerosols estratosfèrics de sofre i contribuir en gran manera a la comprensió dels aerosols estratosfèrics.

Creació estratosfèriques aerosols de sofre deliberadament és una tècnica de geoenginyeria proposat que ofereix una possible solució a alguns dels problemes causats per l'escalfament global. No obstant això, aquesta proposta no serà sense efectes secundaris i s'ha suggerit que la cura pot ser pitjor que la malaltia.

## Origen

"Injecció" volcànica.

Els aerosols naturals de sofre es formen en grans quantitats a partir de la SO₂ expulsat pels volcans, que pot ser injectat directament a l'estratosfera durant grans (Índex d'explosivitat volcànica, VEI, de 4 o més) erupcions.
El AR4 de l'IPCC diu que els esdeveniments explosius volcànics són episòdics, però els aerosols estratosfèrics derivades d'ells produeixen considerables pertorbacions transitòries per al balanç energètic radiatiu del planeta, tant amb ona curta i ona llarga a efectes sensibles a les característiques microfísica dels aerosols.
A partir de 2009 no s'han produït esdeveniments volcànics explosius i climàticament significatiu des del de la Muntanya Pinatubo i les concentracions d'aerosols estratosfèrics en conseqüència es troben en les concentracions més baixes des de l'era dels satèl·lits i la cobertura mundial va començar al voltant de 1980.
Durant els períodes que no tenen activitat volcànica (i per tant la injecció directa de SO₂ en l'estratosfera), l'oxidació de COS (sulfur de carbonil) domina la producció d'aerosol estratosfèric sofre.

## Química
La química dels aerosols estratosfèrics de sofre varia significativament en funció del seu origen. Les emissions volcàniques varien significativament en la seva composició, i tenen una química complexa a causa de la presència de partícules de cendra i una àmplia varietat d'altres elements en el plomall.
Les reaccions químiques que afecten tant a la formació i eliminació d'aerosols de sofre no s'entenen completament. És difícil estimar amb precisió, per exemple, si la presència de cendra i vapor d'aigua és important per a la formació d'aerosols de productes volcànics, i si les concentracions atmosfèriques altes o baixes dels precursors químics (com ara SO₂ i H₂S) són òptimes per a la formació d'aerosols. Aquesta incertesa fa que sigui difícil determinar un enfocament viable per a usos de la formació d'aerosols de sofre per a la geoenginyeria.

## Estudis científics

Sulfats estratosfèrics procedents de les emissions volcàniques causant un refredament transitori, la línia porpra mostra el refredament sostingut degut al sulfat troposfèric

La comprensió d'aquests aerosols ve en gran part, a partir de l'estudi de les erupcions volcàniques, en particular, la Muntanya Pinatubo a les Filipines, que va entrar en erupció el 1991, quan les tècniques científiques eren prou avançades per estudiar els efectes amb seguretat. La formació dels aerosols i els seus efectes en l'atmosfera també es pot estudiar al laboratori. Les mostres de les partícules reals es poden recuperar de l'estratosfera mitjançant globus o avions.
Els models d'ordinador poden ser utilitzats per comprendre el comportament de les partícules d'aerosol, i són particularment útils en el modelatge del seu efecte sobre el clima global. Experiments biològics en el laboratori i mesures sobre el terreny / oceà poden establir els mecanismes de formació d'origen biològic de gasos sulfurosos volàtils.

## Efectes

### Efectes en el clima
S'ha establert que l'emissió de gasos precursors d'aerosols de sofre és el principal mecanisme pel qual els volcans causen un refredament global episòdic.
El Panell Intergovernamental sobre el Canvi Climàtic es refereix AR4 aerosols estratosfèrics de sulfat de tenir un baix nivell de comprensió científica.
Les partícules d'aerosol formen una boirina blanquinosa al cel. Això crea un efecte d'enfosquiment global, i que menys radiació solar sigui capaç d'assolir la superfície de la Terra. Això condueix a un efecte de refredament global. En essència, actuen a l'invers d'un gas amb efecte d'hivernacle, que tendeix a permetre que la llum visible del sol travessi l'atmosfera, mentre que el bloqueja els raigs d'infrarojos emesos per la superfície de la Terra i la seva atmosfera. Les partícules també emeten energia d'infraroig directa, d'aquesta manera perden calor a l'espai.

### Efectes sobre la transmissió de la llum a través de l'atmosfera

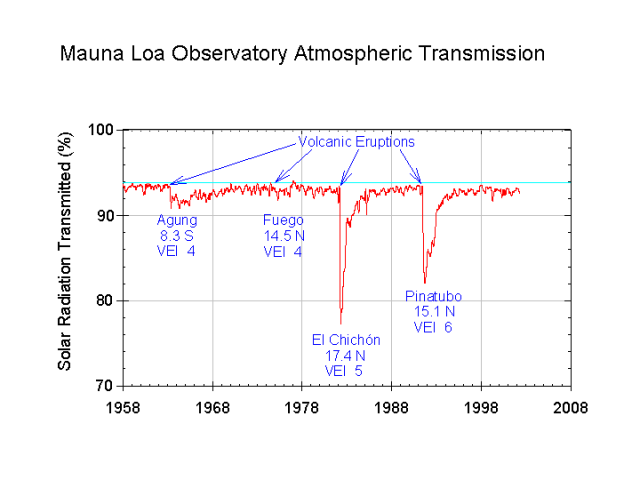
Reducció de la radiació solar degut a les erupcions volcàniques

Tots els aerosols absorbeixen i dispersen la radiació solar i terrestre. Això es quantifica en la dispersió simple Albedo (SSA), la relació de dispersió només es refereix a la dispersió més absorció (extinció) de radiació per una partícula. La SSA tendeix a la unitat si la dispersió domina, amb relativament poca absorció, i disminueix a mesura que augmenta l'absorció, arribant a ser zero per a l'absorció infinita. Per exemple, la sal marina aerosol té una SSA d'1, com a partícules de sal marina només dispersa la llum principalment, mentre que el sutge té una SSA de 0,23, mostrant que és un aerosol atmosfèric principalment absorbent.
Els aerosols, naturals i antropogènics, poden afectar el clima en canviar la forma com la radiació es transmet a través de l'atmosfera. Les observacions directes dels efectes dels aerosols són bastant limitades pel que qualsevol intent d'estimar el seu efecte global implica necessàriament l'ús de models computacionals. El Grup Intergovernamental d'Experts sobre el Canvi Climàtic, IPCC, diu: Tot i que el forçant radiatiu causa dels gasos amb efecte d'hivernacle es poden determinar amb un grau raonablement alt de precisió ... les incerteses relacionades amb forçant radiatiu dels aerosols segueixen sent grans, i depenen en gran manera de les estimacions dels estudis de models globals que són difícils de verificar en el present. No obstant això, normalment es parla d'aerosol troposfèric.

### Efectes sobre l'Ozo
Els aerosols tenen un paper en la destrucció de l'ozó a causa de l'efecte de la química de superfície. La destrucció d'ozó en anys recents ha creat grans forats a la capa d'ozó, inicialment sobre l'Antàrtida i l'Àrtida. Aquests forats en la capa d'ozó tenen el potencial d'expandir-se i abastar les regions habitades i vegetal del planeta, el que porta a danys ambientals catastròfics.
La destrucció de l'ozó es produeix principalment en les regions polars, però la formació d'ozó es produeix principalment en els tròpics. L'ozó es distribueixen a tot el planeta per la circulació Brewer-Dobson. Per tant, el patró d'origen i dispersió dels aerosols és fonamental per entendre el seu efecte sobre la capa d'ozó.

### Efectes sobre l'aspecte del cel
Els aerosols dispersen la llum, que afecta l'aspecte del cel i de les postes de sol. Un canvi de la concentració d'aerosols a l'atmosfera pot afectar dramàticament l'aparença de postes de sol.. Altres erupcions volcàniques i els projectes de geoenginyeria amb aerosols de sofre poden afectar l'aparença de postes de sol de manera significativa, i crear una boirina al cel.

### Efectes sobre la biosfera
Les partícules d'aerosol són eventualment dipositades des de l'estratosfera a la terra i l'oceà. Depenent del volum de les partícules descendents, els efectes poden ser significatius per als ecosistemes, o poden no ser-ho. La modelització de les quantitats d'aerosols usats en escenaris de geoenginyeria probables suggereixen que els efectes de deposició sobre els ecosistemes terrestres és probable que no fossin significativament perjudicials.

## Geoenginyeria
La capacitat dels aerosols estratosfèrics de sofre per crear aquest efecte d'enfosquiment global l'ha fet un possible candidat per al seu ús en projectes de geonginyeria per limitar l'efecte i l'impacte del canvi climàtic a causa dels nivells creixents de gasos amb efecte d'hivernacle.
La comprensió d'aquesta tècnica proposada es basa en part en el fet que és l'adaptació d'un procés atmosfèrica existent. També es basa en part en la velocitat de l'acció de qualsevol solució d'aquest tipus desplegada, en contrast amb els projectes de segrest de carboni, com ara la captura de diòxid de carboni de l'aire que requereixen més temps per treballar. No obstant això, en el coneixement d'aquests processos hi ha mancances, per exemple, l'efecte sobre el clima estratosfèric i en els patrons de pluja, i es necessita més investigació.